# Панайотіс Лагос
Панайо́тіс Лаго́с (грец. Παναγιώτης Λαγός, нар. 18 липня 1985, Салоніки) — грецький футболіст, лівий захисник клубу «Аполлон Смірніс».

## Клубна кар'єра

### «Іракліс»
У дорослому футболі дебютував 2002 року виступами за «Іракліс», в якій провів чотири сезони, взявши участь у 76 матчах чемпіонату. В його складі Лагос двічі — 2005 і в 2006 роках — визнавався найкращим молодим футболістом Греції

### АЕК
У 2006 році АЕК, тодішній срібний призер чемпіонату, виграв боротьбу за Лагоса у своїх головних конкурентів — ПАОКа і «Панатінаїкоса», заплативши колишньому клубу 900 тисяч євро. Молодий лівий захисник вважався одним з найперспективніших футболістів свого віку і вже встиг стати справжнім лідером молодіжної збірної своєї країни.

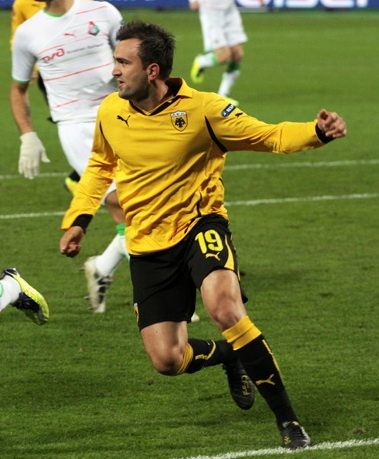
Панайотіс Лагос під час виступів за АЕК. 2011 рік

У сезоні 2006/07 Лагос дебютував на груповому етапі Ліги чемпіонів, а через рік зіграв свої перші матчі в розіграші Кубка УЄФА.
Але з лютого 2007 року футболіста почали переслідувати травми, найважчою з яких був розрив ахіллового сухожилля, і Лагос став постійним клієнтом лікарів і виходив на поле у менші ніж половині матчів.
Сезон 2010/11 став одним з найкращих сезонів у виконанні гравця в афінському клубі, керованого тоді іспанцем Маноло Хіменесом. Зайнявши в чемпіонаті третє місце, АЕК кинув усі сили на Кубок Греції, здобувши єдиний шанс завоювати перший трофей з 2002 року, коли клуб здобув аналогічний трофей. У розіграші Кубка Лагос зміг стати для своєї команди справжнім зразком лідера команди. З легкістю подолавши перших два раунди, на стадії чвертьфіналу АЕК чекала справжня перевірка чемпіоном країни «Панатінаїкосом».
Вигравши на виїзді першу зустріч (2:0) і повівши в рахунку у повторній грі завдяки блискучому голу Лагоса, АЕК не зміг втримати перевагу і пропустив у свої ворота три м'ячі. Правда, цього разу у афінського клубу знайшовся свій герой — Майкл, який зумів на 90-й хвилині зустрічі забити рятівний і прохідний гол, що виводив «двухглавий орлів» в півфінал.
Тут АЕК чекав не менш сильний суперник в особі ПАОКа. Після сухої домашньої нічиєї і мінімальної перемоги на виїзді стало ясно, що до заповітного трофея залишився один крок, і зробити його команді Лагосу судилося в квітні 2011 року в матчі проти «Атромітоса» (3:0). Маноло Хіменес зміг нарешті привести «жовтих» до перемоги в значимому турнірі, а після фінального свистка саме Логос підняв над своєю головою заповітний кубок. Проте, в листопаті того ж року Лагос знову отримав травму, який збігся з завершенням контракту з клубом і АЕК вирішив його не продовжувати, відпустивши гравця в статусі вільного агента.
Всього на рахунку Лагосу 180 матчів в чемпіонаті Греції, в яких він відзначився тринадцятьма забитими голами і віддав 15 результативних передач.

### «Ворскла»
До складу клубу «Ворскла» приєднався в січні 2013 року, підписавши контракт на два з половиною року. Лагоса було підписано на позицію лівого захисника замість Євгена Селіна, який взимку того ж року перейшов в «Динамо».
У другій частині сезону 2012/2013 Панайотіс відіграв у складі 10 поєдинків, фактично не маючи прямого конкурента в боротьбі за місце в «основі». Проте після того, як влітку біля керма команди встав Василь Сачко, шанс проявити себе отримав молодий гравець дублюючого складу Ігор Пердута, і Лагос, зігравши всього 45 хвилин за половину сезону, міцно засів на лаву запасних, а потім і взагалі перестав потрапляти в число вісімнадцяти протокольних. Через це 6 січня 2014 року контракт було розірвано за обопільною згодою.

### «Аполлон Смірніс»
Влітку 2014 року на правах вільного агента підписав контракт з афінським клубом «Аполлон Смірніс».

## Виступи за збірні
Протягом 2002–2006 років залучався до складу молодіжної збірної Греції у складі якої 2004 року брав участь в Літніх Олімпійських іграх в Афінах. Всього на молодіжному рівні зіграв у 22 офіційних матчах, забив 3 голи.
Дебют Лагоса в національній збірній, яку тоді тренував Отто Рехагель, відбувся 2006 року в матчі проти Південної Кореї (1:1). Але незважаючи на успішний дебют, кар'єру Лагоса в збірній не можна вважати феєричної, а виною тому часті травми. Хоча і за цей недовгий час, незважаючи на всі проблеми, Панайотіс встиг зіграти кілька матчів національній команді і недовго навіть був основним лівим захисником збірної.
Останній свій матч за Грецію Лагос провів у березні 2011 року проти збірної Польщі, відігравши всі 90 хвилин (0:0). Але після приходу нового наставника «еллінів», португальця Фернанду Сантуша, на футболіста АЕКа більше не розраховували, викликаючи замість нього досвідченого бека «Панатінаїкоса» Нікоса Спіропулоса.
Наразі провів у формі головної команди країни 9 матчів.

## Титули та досягнення
- Володар Кубка Греції (1):

АЕК: 2010-11
- Найкращий молодий футболіст Греції (2): 2005, 2006